# Sallapadan (Abra)
Sallapadan is een gemeente in de Filipijnse provincie Abra op het eiland Luzon. Bij de laatste census in 2007 had de gemeente ruim 6 duizend inwoners.

## Geografie

### Bestuurlijke indeling
Sallapadan is onderverdeeld in de volgende 9 barangays:
- Bazar
- Bilabila
- Gangal
- Maguyepyep
- Naguilian
- Saccaang
- Sallapadan
- Subusob
- Ud-udiao

## Demografie
Sallapadan had bij de census van 2007 een inwoneraantal van 6.370 mensen. Dit zijn 873 mensen (15,9%) meer dan bij de vorige census van 2000. De gemiddelde jaarlijkse groei komt daarmee uit op 2,05%, hetgeen hoger is dan het landelijk jaarlijks gemiddelde over deze periode (2,04%). Vergeleken met de census van 1995 is het aantal mensen met 1.067 (20,1%) toegenomen.

De bevolkingsdichtheid van Sallapadan was ten tijde van de laatste census, met 6.370 inwoners op 99 km², 64,3 mensen per km².